# Чемпіонат України з футболу 1994—1995: вища ліга (склади команд)
У складах клубів подано гравців, які провели щонайменше 1 гру в вищій лізі сезону 1994/95. Прізвища, імена та по батькові футболістів подані згідно з офіційним сайтом ФФУ.

## «Верес» (Рівне)
Головні тренери: Михайло Фоменко (6 матчів), Вячеслав Кобилецький (16 матчів), Орест Баль (5 матчів), Іван Краснецький (7 матчів)
| №            | Футболіст                        | Дата народження   | Країна   | Ігри     | Голи     |
| Воротарі     | Воротарі                         | Воротарі          | Воротарі | Воротарі | Воротарі |
| ------------ | -------------------------------- | ----------------- | -------- | -------- | -------- |
|              | Бурч Михайло Васильович          | 15 квітня 1960    | Україна  | 17       | 37п      |
|              | Долганський Сергій Миколайович   | 15 вересня 1974   | Україна  | 18       | 26п      |
| Захисники    |                                  |                   |          |          |          |
|              | Богач Володимир Володимирович    | 17 березня 1972   | Україна  | 10       | 3        |
|              | Дьомушкін Сергій Володимирович   | 4 квітня 1976     | Україна  | 16       | 1        |
|              | Ковтун Михайло Васильович        | 15 листопада 1970 | Україна  | 29       | 0        |
|              | Мічуда Сергій Миколайович        | 27 жовтня 1973    | Україна  | 20       | 0        |
|              | Новак Володимир Петрович         | 1 березня 1963    | Україна  | 29       | 0        |
|              | Процюк Сергій Анатолійович       | 7 лютого 1963     | Україна  | 14       | 0        |
|              | Самардак Богдан Миколайович      | 25 березня 1963   | Україна  | 14       | 1        |
|              | Танасюк Сергій Анатолійович      | 12 листопада 1968 | Україна  | 10       | 1        |
|              | Харківщенко Ігор Олександрович   | 17 січня 1967     | Україна  | 30       | 1        |
|              | Хвадагіані Вахтанг Абессаломович | 4 квітня 1972     | Грузія   | 11       | 0        |
| Півзахисники |                                  |                   |          |          |          |
|              | Васильєв Вадим В'ячеславович     | 10 лютого 1975    | Україна  | 10       | 0        |
|              | Довгалець Олександр Леонідович   | 29 листопада 1962 | Україна  | 8        | 1        |
|              | Закотюк Микола Степанович        | 3 лютого 1975     | Україна  | 16       | 0        |
|              | Кабанець Ігор Леонідович         | 7 травня 1964     | Україна  | 15       | 1        |
|              | Кучер Олег Миколайович           | 17 листопада 1971 | Україна  | 8        | 0        |
|              | Любимов Олександр Миколайович    | 9 грудня 1969     | Україна  | 6        | 0        |
|              | Мельничук Ігор Васильович        | 14 жовтня 1963    | Україна  | 6        | 1        |
|              | Сахаров Костянтин Анатолійович   | 9 вересня 1971    | Україна  | 15       | 0        |
|              | Свистунов Олександр Вікторович   | 30 серпня 1973    | Україна  | 17       | 5        |
|              | Степанов Віталій Юрійович        | 27 квітня 1976    | Україна  | 7        | 0        |
|              | Філімонов Денис Володимирович    | 4 січня 1971      | Україна  | 17       | 2        |
|              | Червоний Віктор Володимирович    | 5 березня 1966    | Україна  | 5        | 0        |
|              | Чолокава Володимир Анзорович     | 7 вересня 1970    | Грузія   | 14       | 0        |
| Нападники    |                                  |                   |          |          |          |
|              | Гаделія Теймураз Отарович        | 2 лютого 1974     | Україна  | 10       | 2        |
|              | Паляниця Олександр Віталійович   | 29 лютого 1972    | Україна  | 16       | 3        |
|              | Українець Ігор Васильович        | 22 січня 1976     | Україна  | 7        | 0        |
|              | Хмель Роман Валентинович         | 22 грудня 1969    | Україна  | 1        | 0        |
|              | Чучкевич Віктор Андрійович       | 17 березня 1976   | Україна  | 1        | 1        |
|              | Шапоренко Руслан Васильович      | 19 лютого 1973    | Україна  | 31       | 5        |

## «Волинь» (Луцьк)
Головні тренери: Роман Покора (9 матчів), Віталій Кварцяний (25 матчів)
| №            | Футболіст                       | Дата народження   | Країна   | Ігри     | Голи     |
| Воротарі     | Воротарі                        | Воротарі          | Воротарі | Воротарі | Воротарі |
| ------------ | ------------------------------- | ----------------- | -------- | -------- | -------- |
|              | Байсарович Андрій Володимирович | 16 березня 1969   | Україна  | 1        | 2п       |
|              | Марчук Володимир Володимирович  | 21 березня 1967   | Україна  | 32       | 53п      |
|              | Тищенко Станіслав Миколайович   | 26 грудня 1974    | Україна  | 1        | 3п       |
| Захисники    |                                 |                   |          |          |          |
|              | Бенько Олег Іванович            | 21 жовтня 1969    | Україна  | 15       | 0        |
|              | Заваляк Ігор Дмитрович          | 7 лютого 1971     | Україна  | 15       | 0        |
|              | Котік Олександр Леонтійович     | 23 жовтня 1974    | Україна  | 10       | 0        |
|              | Круковець Сергій Михайлович     | 1 липня 1973      | Україна  | 33       | 5        |
|              | Малєванов Олександр Васильович  | 13 лютого 1974    | Україна  | 16       | 0        |
|              | Михайлів Євгеній Євгенійович    | 6 квітня 1974     | Україна  | 29       | 0        |
|              | Поліщук Анатолій Олегович       | 26 листопада 1967 | Україна  | 9        | 0        |
|              | Сарнавський Ігор Григорович     | 1 лютого 1968     | Україна  | 14       | 0        |
|              | Синицький Олег Васильович       | 29 квітня 1968    | Україна  | 10       | 0        |
|              | Сич Микола Анатолійович         | 7 лютого 1971     | Україна  | 13       | 0        |
|              | Федюков Олег Іванович           | 13 грудня 1963    | Україна  | 16       | 0        |
| Півзахисники |                                 |                   |          |          |          |
|              | Богунов Сергій Анатолійович     | 1 серпня 1973     | Україна  | 32       | 0        |
|              | Бонецький Сергій Романович      | 28 березня 1964   | Україна  | 9        | 0        |
|              | Воробей Родіон Олексійович      | 28 січня 1975     | Україна  | 2        | 0        |
|              | Гапон Володимир Аркадійович     | 3 серпня 1979     | Україна  | 3        | 0        |
|              | Гудима Руслан Петрович          | 27 лютого 1974    | Україна  | 1        | 0        |
|              | Драницький Сергій Миколайович   | 1 червня 1974     | Україна  | 8        | 1        |
|              | Комзюк Ярослав Васильович       | 21 грудня 1970    | Україна  | 5        | 0        |
|              | Масуляк Андрій Зіновійович      | 4 листопада 1976  | Україна  | 2        | 0        |
|              | Нікітін Руслан Анатолійович     | 27 листопада 1972 | Україна  | 25       | 1        |
|              | Синьков Юрій Михайлович         | 6 травня 1970     | Україна  | 6        | 0        |
|              | Сошко Володимир Петрович        | 9 лютого 1968     | Україна  | 4        | 0        |
|              | Федецький Андрій Стефанович     | 5 серпня 1958     | Україна  | 22       | 3        |
|              | Фігун Іван Михайлович           | 8 квітня 1970     | Україна  | 1        | 0        |
|              | Шевчук Віталій Іванович         | 1 серпня 1970     | Україна  | 21       | 2        |
| Нападники    |                                 |                   |          |          |          |
|              | Вовчук Любомир Євгенович        | 26 серпня 1969    | Україна  | 30       | 1        |
|              | Гатилов Юрій Валентинович       | 11 червня 1972    | Україна  | 5        | 0        |
|              | Дикий Володимир Петрович        | 15 лютого 1962    | Україна  | 28       | 4        |
|              | Ломакін Валерій Олексійович     | 20 вересня 1972   | Україна  | 21       | 3        |
|              | Солодкий Вадим Петрович         | 5 серпня 1970     | Україна  | 21       | 7        |
|              | Шубін Сергій Анатолійович       | 22 лютого 1967    | Україна  | 4        | 2        |

## «Динамо» (Київ)
Головні тренери: Йожеф Сабо (17 матчів), Володимир Онищенко (5 матчів), Микола Павлов (12 матчів)
| №            | Футболіст                           | Дата народження   | Країна   | Ігри     | Голи     |
| Воротарі     | Воротарі                            | Воротарі          | Воротарі | Воротарі | Воротарі |
| ------------ | ----------------------------------- | ----------------- | -------- | -------- | -------- |
|              | Воробйов Валерій Олександрович      | 14 січня 1970     | Україна  | 7        | 8п       |
|              | Ковтун Андрій Олександрович         | 28 лютого 1968    | Україна  | 3        | 1п       |
|              | Шовковський Олександр Володимирович | 2 січня 1975      | Україна  | 25       | 15п      |
| Захисники    |                                     |                   |          |          |          |
|              | Беженар Сергій Миколайович          | 9 серпня 1970     | Україна  | 13       | 1        |
|              | Ващук Владислав Вікторович          | 2 січня 1975      | Україна  | 31       | 3        |
|              | Деменко Максим Володимирович        | 21 березня 1976   | Україна  | 1        | 0        |
|              | Дмитрулін Юрій Михайлович           | 10 лютого 1975    | Україна  | 17       | 1        |
|              | Леженцев Сергій Борисович           | 4 серпня 1971     | Україна  | 24       | 0        |
|              | Лужний Олег Романович               | 5 серпня 1968     | Україна  | 24       | 4        |
|              | Хомин Андрій Романович              | 24 травня 1968    | Україна  | 21       | 2        |
|              | Шматоваленко Сергій Сергійович      | 29 січня 1967     | Україна  | 14       | 0        |
| Півзахисники |                                     |                   |          |          |          |
|              | Анненков Андрій Михайлович          | 21 січня 1969     | Україна  | 3        | 0        |
|              | Калитвинцев Юрій Миколайович        | 5 травня 1968     | Україна  | 14       | 2        |
|              | Ковалець Сергій Іванович            | 5 вересня 1968    | Україна  | 17       | 2        |
|              | Коновалов Сергій Борисович          | 1 березня 1972    | Україна  | 17       | 5        |
|              | Косовський Віталій Владиславович    | 11 серпня 1973    | Україна  | 27       | 6        |
|              | Максимов Юрій Вільйович             | 8 грудня 1968     | Україна  | 11       | 5        |
|              | Мізін Сергій Григорович             | 25 вересня 1972   | Україна  | 20       | 5        |
|              | Михайленко Дмитро Станіславович     | 13 липня 1973     | Україна  | 25       | 5        |
|              | Похлебаєв Євген Васильович          | 25 листопада 1971 | Україна  | 17       | 3        |
|              | Призетко Олександр Сергійович       | 31 січня 1971     | Україна  | 13       | 1        |
|              | Прудіус Владислав Миколайович       | 22 червня 1973    | Україна  | 1        | 0        |
|              | Топчієв Дмитро Миколайович          | 25 вересня 1966   | Україна  | 2        | 0        |
|              | Шаран Володимир Богданович          | 18 вересня 1971   | Україна  | 11       | 2        |
|              | Шкапенко Павло Леонідович           | 16 грудня 1972    | Україна  | 24       | 8        |
| Нападники    |                                     |                   |          |          |          |
|              | АльСаухі Насер Амер                 | 24 серпня 1974    | Кувейт   | 1        | 0        |
|              | Джишкаріані Михайло Дмитрович       | 1 листопада 1969  | Грузія   | 8        | 3        |
|              | Леоненко Віктор Євгенович           | 5 жовтня 1969     | Україна  | 20       | 17       |
|              | Ребров Сергій Станіславович         | 3 червня 1974     | Україна  | 24       | 8        |
|              | Скаченко Сергій Вікторович          | 18 листопада 1972 | Україна  | 16       | 3        |
|              | Шевченко Андрій Миколайович         | 29 вересня 1976   | Україна  | 17       | 1        |

## «Дніпро» (Дніпропетровськ)
Головні тренери: Микола Павлов (17 матчів), Олександр Лисенко (6 матчів), Бернд Штанге (11 матчів)
| №            | Футболіст                         | Дата народження   | Країна    | Ігри     | Голи     |
| Воротарі     | Воротарі                          | Воротарі          | Воротарі  | Воротарі | Воротарі |
| ------------ | --------------------------------- | ----------------- | --------- | -------- | -------- |
|              | Лєдовських Костянтин Вячеславович | 12 липня 1972     | Росія     | 1        | 3п       |
|              | Медін Микола Олександрович        | 4 травня 1972     | Україна   | 19       | 13п      |
|              | Сирота Святослав Анатолійович     | 1 жовтня 1970     | Україна   | 16       | 17п      |
| Захисники    |                                   |                   |           |          |          |
|              | Беженар Сергій Миколайович        | 9 серпня 1970     | Україна   | 17       | 6        |
|              | Горілий Володимир Іванович        | 11 жовтня 1965    | Україна   | 25       | 0        |
|              | Дірявка Сергій Георгійович        | 18 квітня 1971    | Україна   | 19       | 0        |
|              | Дмитрієв Євген Миколайович        | 8 січня 1971      | Україна   | 6        | 0        |
|              | Задорожний Сергій Михайлович      | 20 лютого 1976    | Україна   | 1        | 0        |
|              | Козар Геннадій Васильович         | 23 вересня 1971   | Україна   | 7        | 0        |
|              | Купцов Олексій Сергійович         | 2 вересня 1977    | Україна   | 3        | 0        |
|              | Скрипник Віктор Анатолійович      | 19 листопада 1969 | Україна   | 31       | 8        |
|              | Шахов Альберт Георгійович         | 5 жовтня 1975     | Україна   | 2        | 0        |
|              | Юдін Андрій Вікторович            | 28 червня 1967    | Україна   | 6        | 0        |
|              | Яковенко Дмитро Олександрович     | 6 травня 1971     | Україна   | 17       | 0        |
| Півзахисники |                                   |                   |           |          |          |
|              | Багмут Володимир Миколайович      | 21 лютого 1962    | Україна   | 30       | 1        |
|              | Білокінь Сергій Вікторович        | 14 листопада 1977 | Україна   | 1        | 0        |
|              | Зассен Андреас                    | 14 січня 1968     | Німеччина | 5        | 0        |
|              | Захаров Олександр Вікторович      | 11 серпня 1969    | Україна   | 25       | 1        |
|              | Ковалець Сергій Іванович          | 5 вересня 1968    | Україна   | 15       | 3        |
|              | Максимов Юрій Вільйович           | 8 грудня 1968     | Україна   | 13       | 4        |
|              | Плотко Ігор Володимирович         | 9 червня 1966     | Україна   | 15       | 1        |
|              | Полунін Андрій Вікторович         | 5 березня 1971    | Україна   | 31       | 7        |
|              | Похлебаєв Євген Васильович        | 25 листопада 1971 | Україна   | 15       | 2        |
|              | Топчієв Дмитро Миколайович        | 25 вересня 1966   | Україна   | 15       | 3        |
|              | Червоний Олександр Володимирович  | 1 вересня 1961    | Україна   | 7        | 0        |
|              | Чорний Сергій Васильович          | 2 червня 1970     | Україна   | 3        | 0        |
|              | Шаран Володимир Богданович        | 18 вересня 1971   | Україна   | 14       | 2        |
| Нападники    |                                   |                   |           |          |          |
|              | Думенко Сергій Валерійович        | 25 лютого 1968    | Україна   | 9        | 1        |
|              | Коновалов Сергій Борисович        | 1 березня 1972    | Україна   | 17       | 3        |
|              | Котюк Андрій Валерійович          | 3 вересня 1976    | Україна   | 6        | 0        |
|              | Москвін Валентин Артурович        | 8 січня 1968      | Україна   | 17       | 2        |
|              | Паляниця Олександр Віталійович    | 29 лютого 1972    | Україна   | 13       | 6        |
|              | Таран Олег Анатолійович           | 11 січня 1960     | Україна   | 7        | 1        |
|              | Фінкель Борис Аркадійович         | 2 лютого 1968     | Україна   | 29       | 9        |
|              | Чуйченко Сергій Олександрович     | 25 жовтня 1968    | Україна   | 4        | 0        |

## «Зоря-МАЛС» (Луганськ)
Головні тренери: Володимир Кобзарєв (17 матчів), Юрій Севастьянов (3 матчі), Анатолій Коршиков (3 матчі), Олександр Журавльов (11 матчів)
| №            | Футболіст                        | Дата народження   | Країна      | Ігри     | Голи     |
| Воротарі     | Воротарі                         | Воротарі          | Воротарі    | Воротарі | Воротарі |
| ------------ | -------------------------------- | ----------------- | ----------- | -------- | -------- |
|              | Нікітін Андрій Дмитрович         | 8 січня 1972      | Україна     | 33       | 68п      |
|              | Серченко Валерій Анатолійович    | 15 серпня 1968    | Україна     | 2        | 2п       |
| Захисники    |                                  |                   |             |          |          |
|              | Андрющенко Анатолій Анатолійович | 5 січня 1975      | Україна     | 12       | 0        |
|              | Бєдний Володимир Анатолійович    | 6 вересня 1968    | Україна     | 6        | 0        |
|              | Дімітрішвілі Темурі Георгійович  | 14 жовтня 1971    | Грузія      | 12       | 0        |
|              | Квітатіані Гела                  | 15 серпня 1971    | Грузія      | 18       | 1        |
|              | Кузнецов Ігор Васильович         | 21 червня 1968    | Україна     | 14       | 0        |
|              | Микитін Володимир Богданович     | 28 квітня 1970    | Україна     | 30       | 3        |
|              | Панкратьев Ігор Панкратійович    | 9 серпня 1964     | Литва       | 11       | 0        |
|              | Різун Микола Леонідович          | 8 лютого 1974     | Україна     | 14       | 0        |
|              | Сірик Анатолій Андрійович        | 24 січня 1974     | Україна     | 5        | 0        |
| Півзахисники |                                  |                   |             |          |          |
|              | Боженко Вадим Євгенович          | 21 січня 1971     | Росія       | 13       | 0        |
|              | Заєв Роман Миколайович           | 1 січня 1969      | Україна     | 3        | 0        |
|              | Зенцов Денис Леонідович          | 20 листопада 1977 | Україна     | 1        | 0        |
|              | Каретник Володимир Володимирович | 24 квітня 1972    | Україна     | 8        | 0        |
|              | Кондратенко Андрій Вікторович    | 6 січня 1963      | Україна     | 30       | 0        |
|              | Коробченко Олексій Юрійович      | 28 березня 1972   | Україна     | 32       | 9        |
|              | Максимич Сергій Васильович       | 19 липня 1974     | Україна     | 4        | 0        |
|              | Мухін Андрій Олександрович       | 31 січня 1975     | Україна     | 18       | 1        |
|              | Омельянович Сергій Леонідович    | 3 серпня 1977     | Україна     | 1        | 0        |
|              | Скала Юрій Васильович            | 12 квітня 1965    | Україна     | 10       | 0        |
|              | Червоний Олександр Володимирович | 1 вересня 1961    | Україна     | 7        | 0        |
|              | Чернишов Сергій Дмитрович        | 29 січня 1965     | Білорусь    | 16       | 0        |
|              | Чистяков Олексій Олексійович     | 3 серпня 1974     | Україна     | 7        | 0        |
|              | Шелаєв Олег Миколайович          | 5 листопада 1976  | Україна     | 28       | 0        |
|              | Шутов Олександр Валентинович     | 12 червня 1975    | Україна     | 19       | 1        |
| Нападники    |                                  |                   |             |          |          |
|              | Аносов Микола Вікторович         | 13 грудня 1975    | Україна     | 5        | 0        |
|              | Гридюшко Олександр Станіславович | 28 січня 1964     | Україна     | 30       | 7        |
|              | Гущин Олександр Сергійович       | 5 серпня 1966     | Україна     | 9        | 1        |
|              | Кравченко Андрій Гарійович       | 25 листопада 1975 | Україна     | 13       | 1        |
|              | Кулієв Вагіф Джабраїлович        | 14 березня 1968   | Таджикистан | 4        | 1        |
|              | Мірошниченко Роман Іванович      | 25 березня 1973   | Україна     | 15       | 2        |
|              | Плетньов Андрій Володимирович    | 14 березня 1971   | Україна     | 7        | 4        |
|              | Поцхверія Михайло Іванович       | 12 серпня 1975    | Грузія      | 18       | 4        |
|              | Романенко Олександр Іванович     | 10 січня 1974     | Україна     | 6        | 0        |

## «Карпати» (Львів)
Головний тренер: Мирон Маркевич
| №            | Футболіст                        | Дата народження  | Країна   | Ігри     | Голи     |
| Воротарі     | Воротарі                         | Воротарі         | Воротарі | Воротарі | Воротарі |
| ------------ | -------------------------------- | ---------------- | -------- | -------- | -------- |
|              | Расулов Ельхан Афсар-огли        | 25 березня 1960  | Україна  | 17       | 18п      |
|              | Стронціцький Богдан Едуардович   | 13 січня 1968    | Україна  | 17       | 18п      |
| Захисники    |                                  |                  |          |          |          |
|              | Василитчук Андрій Миколайович    | 13 липня 1965    | Україна  | 15       | 1        |
|              | Доценко Віктор Петрович          | 10 грудня 1975   | Україна  | 9        | 0        |
|              | Євтушок Олександр Васильович     | 11 жовтня 1970   | Україна  | 31       | 1        |
|              | Мачоган Ігор Петрович            | 3 березня 1970   | Україна  | 3        | 0        |
|              | Павлюх Іван Богданович           | 12 серпня 1976   | Україна  | 27       | 1        |
|              | Федюков Олег Іванович            | 13 грудня 1963   | Україна  | 13       | 0        |
|              | Чижевський Олександр Арсенійович | 27 травня 1971   | Україна  | 33       | 1        |
| Півзахисники |                                  |                  |          |          |          |
|              | Бондарчук Василь Васильович      | 12 січня 1965    | Україна  | 16       | 1        |
|              | Гнатів Роман Михайлович          | 1 листопада 1973 | Україна  | 5        | 0        |
|              | Зуб Роман Іванович               | 16 лютого 1967   | Україна  | 26       | 5        |
|              | Леськів Василь Іванович          | 20 грудня 1963   | Україна  | 30       | 2        |
|              | Маковей Ігор Юрійович            | 4 вересня 1976   | Україна  | 20       | 2        |
|              | Петрик Анатолій Степанович       | 7 грудня 1963    | Україна  | 27       | 0        |
|              | Різник Володимир Йосипович       | 15 лютого 1966   | Україна  | 28       | 0        |
|              | Сапуга Андрій Михайлович         | 4 жовтня 1976    | Україна  | 14       | 0        |
|              | Шулятицький Андрій Тарасович     | 8 червня 1969    | Україна  | 4        | 0        |
|              | Шумський Віталій Іванович        | 17 травня 1972   | Україна  | 33       | 0        |
| Нападники    |                                  |                  |          |          |          |
|              | Амілехін Сергій Володимирович    | 12 червня 1974   | Україна  | 16       | 0        |
|              | Валенко Едуард Анатолійович      | 21 лютого 1960   | Україна  | 28       | 5        |
|              | Липинський Микола Дмитрович      | 9 квітня 1968    | Україна  | 14       | 4        |
|              | Мозолюк Володимир Данилович      | 28 січня 1964    | Україна  | 6        | 0        |
|              | Покладок Андрій Ярославович      | 21 червня 1971   | Україна  | 26       | 8        |

## «Кремінь» (Кременчук)
Головні тренери: Євген Рудаков (4 матчі), Тиберій Корпонай (30 матчів)
| №            | Футболіст                       | Дата народження   | Країна     | Ігри     | Голи     |
| Воротарі     | Воротарі                        | Воротарі          | Воротарі   | Воротарі | Воротарі |
| ------------ | ------------------------------- | ----------------- | ---------- | -------- | -------- |
|              | Баркалов Сергій Миколайович     | 1 березня 1973    | Україна    | 7        | 17п      |
|              | Сіротін Павло Анатолійович      | 29 вересня 1967   | Киргизстан | 5        | 6п       |
|              | Чумак Юрій Олександрович        | 8 квітня 1962     | Україна    | 22       | 31п      |
| Захисники    |                                 |                   |            |          |          |
|              | Алібаєв Сефер Енверович         | 5 травня 1968     | Україна    | 8        | 0        |
|              | Жениленко Вячеслав Миколайович  | 27 червня 1972    | Україна    | 24       | 0        |
|              | Лукаш Сергій Митрофанович       | 28 вересня 1963   | Україна    | 30       | 3        |
|              | Мустафаєв Асан Сеферович        | 11 травня 1965    | Україна    | 7        | 0        |
|              | Ратій Олег Борисович            | 5 липня 1970      | Україна    | 32       | 4        |
|              | Романишин Сергій Володимирович  | 3 вересня 1975    | Україна    | 17       | 0        |
|              | Селезньов Олег Миколайович      | 14 лютого 1967    | Україна    | 2        | 0        |
|              | Троїцький Сергій Геннадійович   | 14 листопада 1961 | Україна    | 28       | 1        |
| Півзахисники |                                 |                   |            |          |          |
|              | Дичко Володимир Вікторович      | 7 вересня 1972    | Україна    | 31       | 0        |
|              | Кавтеладзе Анзор Джадулієвич    | 22 червня 1969    | Грузія     | 16       | 0        |
|              | Казьмирчук Олег Васильович      | 10 грудня 1968    | Киргизстан | 23       | 2        |
|              | Катеруша Юрій Анатолійович      | 2 серпня 1968     | Україна    | 6        | 0        |
|              | Кірлік Андрій Яношевич          | 21 листопада 1974 | Україна    | 21       | 0        |
|              | Ковальов Сергій Вікторович      | 4 лютого 1972     | Україна    | 13       | 0        |
|              | Коновальчук Володимир Дмитрович | 23 листопада 1965 | Україна    | 33       | 2        |
|              | Коробов Сергій Миколайович      | 20 травня 1972    | Україна    | 3        | 0        |
|              | Корпонай Адальберт Тиберійович  | 18 квітня 1966    | Україна    | 30       | 3        |
|              | Лень Юрій Олександрович         | 30 квітня 1965    | Україна    | 5        | 0        |
|              | Остроушко Вячеслав Валерійович  | 1 квітня 1972     | Україна    | 20       | 1        |
|              | Романчук Руслан Володимирович   | 12 жовтня 1974    | Україна    | 5        | 1        |
|              | Шерабоков Сергій Олексійович    | 15 травня 1972    | Україна    | 2        | 0        |
| Нападники    |                                 |                   |            |          |          |
|              | Бояр Руслан Леонідович          | 10 листопада 1970 | Україна    | 2        | 0        |
|              | Корпонай Іван Тиберійович       | 13 лютого 1969    | Україна    | 29       | 10       |
|              | Лаба Роман Романович            | 30 листопада 1966 | Україна    | 7        | 1        |
|              | Ластівка Юрій Васильович        | 27 лютого 1972    | Україна    | 5        | 0        |
|              | Піндєєв Олександр Валерійович   | 13 січня 1971     | Україна    | 2        | 1        |
|              | Федьков Андрій Юрійович         | 4 липня 1971      | Україна    | 31       | 12       |
|              | Шейхаметов Толят Абдулганієвич  | 24 квітня 1966    | Україна    | 2        | 1        |

## «Кривбас» (Кривий Ріг)
Головні тренери: Володимир Брухтій (4 матчі), Віктор Кузнецов (16 матчів), Валентин Лактіонов (3 матчі), Анатолій Біда (1 матч), Юрій Коваль (10 матчів)
| №            | Футболіст                      | Дата народження   | Країна      | Ігри     | Голи     |
| Воротарі     | Воротарі                       | Воротарі          | Воротарі    | Воротарі | Воротарі |
| ------------ | ------------------------------ | ----------------- | ----------- | -------- | -------- |
|              | Деренов Сергій Ісидорович      | 8 жовтня 1976     | Україна     | 3        | 0п       |
|              | Ковтун Андрій Олександрович    | 28 лютого 1968    | Україна     | 14       | 9п       |
|              | Мелашенко Юрій Михайлович      | 21 квітня 1970    | Україна     | 2        | 2п       |
|              | Тарахтій Андрій Володимирович  | 11 липня 1969     | Україна     | 15       | 19п      |
| Захисники    |                                |                   |             |          |          |
|              | Білокінь Сергій Вікторович     | 14 листопада 1977 | Україна     | 5        | 0        |
|              | Козар Геннадій Васильович      | 23 вересня 1971   | Україна     | 16       | 0        |
|              | Куриленко Олексій Вікторович   | 29 серпня 1972    | Україна     | 28       | 1        |
|              | Носенко Владислав Валерійович  | 6 грудня 1970     | Азербайджан | 24       | 0        |
|              | Сизон Олег Федорович           | 1 лютого 1977     | Україна     | 2        | 0        |
|              | Сисоєв Євген Васильович        | 27 травня 1968    | Україна     | 10       | 0        |
| Півзахисники |                                |                   |             |          |          |
|              | Бондар Олексій Вікторович      | 20 березня 1976   | Україна     | 1        | 0        |
|              | Волотек Олег Вікторович        | 15 серпня 1967    | Україна     | 1        | 0        |
|              | Гончаренко Сергій Григорович   | 24 квітня 1974    | Україна     | 2        | 0        |
|              | Гринь Володимир Дмитрович      | 25 грудня 1971    | Україна     | 9        | 0        |
|              | Кузнецов Віктор Вікторович     | 31 березня 1975   | Україна     | 4        | 0        |
|              | Лютий Владислав Олексійович    | 25 серпня 1970    | Україна     | 30       | 6        |
|              | Мазур Василь Миколайович       | 23 травня 1970    | Україна     | 34       | 0        |
|              | Пантілов Віталій Олексійович   | 18 серпня 1970    | Україна     | 30       | 6        |
|              | Приходько Геннадій Миколайович | 14 серпня 1973    | Україна     | 30       | 0        |
|              | Салімов Фанас Нагімович        | 19 лютого 1964    | Казахстан   | 33       | 2        |
|              | Фокін Ігор Петрович            | 6 грудня 1965     | Україна     | 29       | 0        |
|              | Шульга Владислав Іванович      | 21 вересня 1971   | Україна     | 2        | 0        |
| Нападники    |                                |                   |             |          |          |
|              | Громов Віктор Олексійович      | 3 лютого 1965     | Україна     | 34       | 8        |
|              | Мальцев Владислав Анатолійович | 3 квітня 1975     | Україна     | 20       | 2        |
|              | Ніченко Ігор Григорович        | 18 квітня 1971    | Україна     | 20       | 6        |
|              | Попович Геннадій Іванович      | 9 лютого 1973     | Україна     | 25       | 3        |
|              | Яковенко Юрій Вікторович       | 19 грудня 1971    | Україна     | 30       | 1        |

## «Металург» (Запоріжжя)
Головні тренери: Анатолій Куксов (7 матчів), Олександр Томах (27 матчів)
| №            | Футболіст                          | Дата народження   | Країна   | Ігри     | Голи     |
| Воротарі     | Воротарі                           | Воротарі          | Воротарі | Воротарі | Воротарі |
| ------------ | ---------------------------------- | ----------------- | -------- | -------- | -------- |
|              | Близнюк Ілля Владіславович         | 28 липня 1973     | Україна  | 4        | 6п       |
|              | Гребенюк Тарас Олександрович       | 23 серпня 1971    | Україна  | 24       | 24п      |
|              | Лутков Олег Анатолійович           | 15 травня 1966    | Україна  | 7        | 12п      |
| Захисники    |                                    |                   |          |          |          |
|              | Бадло Сергій Миколайович           | 1 вересня 1976    | Україна  | 1        | 0        |
|              | Біляй Анатолій Григорович          | 8 лютого 1968     | Україна  | 3        | 0        |
|              | Гуйганов Олександр Михайлович      | 20 серпня 1962    | Україна  | 14       | 0        |
|              | Дуднік Юрій Володимирович          | 26 вересня 1968   | Україна  | 25       | 8        |
|              | Зайцев Сергій Ларіонович           | 13 квітня 1973    | Україна  | 6        | 0        |
|              | Кабаченко Олександр Олександрович  | 5 липня 1971      | Україна  | 14       | 0        |
|              | Капустніков Олег Юрійович          | 5 травня 1972     | Україна  | 7        | 0        |
|              | Ключик Сергій Леонідович           | 27 серпня 1973    | Україна  | 30       | 4        |
|              | Колоколов Руслан Миколайович       | 11 березня 1966   | Україна  | 15       | 0        |
|              | Максименко Андрій Юрійович         | 5 червня 1972     | Україна  | 5        | 0        |
|              | Маркін Юрій Володимирович          | 19 січня 1971     | Україна  | 32       | 2        |
|              | Матюхін Віталій Володимирович      | 6 січня 1973      | Україна  | 2        | 0        |
|              | Педоренко Дмитро Петрович          | 6 травня 1976     | Україна  | 1        | 0        |
|              | Хачатрян Вардан Барегалевич        | 29 жовтня 1968    | Вірменія | 6        | 0        |
|              | Чередник Олексій Валентинович      | 15 вересня 1960   | Україна  | 6        | 0        |
|              | Чорнявський Олександр Анатолійович | 10 березня 1972   | Україна  | 17       | 0        |
|              | Шевирьов Валерій Володимирович     | 12 лютого 1974    | Україна  | 10       | 0        |
|              | Ярмолич Сергій Федорович           | 27 листопада 1963 | Україна  | 7        | 0        |
| Півзахисники |                                    |                   |          |          |          |
|              | Богатир Іван Олександрович         | 24 квітня 1975    | Україна  | 12       | 0        |
|              | Головань Олег Дмитрович            | 1 жовтня 1974     | Україна  | 1        | 0        |
|              | Деревінський Олег Михайлович       | 17 липня 1966     | Україна  | 17       | 1        |
|              | Каряка Дмитро Вікторович           | 20 липня 1977     | Україна  | 3        | 0        |
|              | Косенко Олексій Юрійович           | 9 березня 1975    | Україна  | 3        | 1        |
|              | Кулаковський Сергій Аркадійович    | 23 січня 1970     | Україна  | 2        | 0        |
|              | Лучкевич Ігор Валерійович          | 19 листопада 1973 | Україна  | 33       | 3        |
|              | Майоренко Вадим                    | 1977              | Україна  | 1        | 0        |
|              | Марченко Сергій Анатолійович       | 10 вересня 1977   | Україна  | 1        | 0        |
|              | Мухін Андрій Олександрович         | 31 січня 1975     | Україна  | 5        | 0        |
|              | Наконечний Ігор Анатолійович       | 23 лютого 1960    | Україна  | 17       | 0        |
|              | Неровний Сергій Вікторович         | 28 листопада 1975 | Україна  | 2        | 0        |
|              | Павлик Ігор Васильович             | 19 листопада 1971 | Україна  | 10       | 0        |
|              | Полтавець Валентин Миколайович     | 18 квітня 1975    | Україна  | 25       | 4        |
|              | Тищенко Максим Вікторович          | 30 серпня 1974    | Україна  | 10       | 1        |
|              | Ткачук Валерій Андрійович          | 18 вересня 1963   | Україна  | 4        | 0        |
| Нападники    |                                    |                   |          |          |          |
|              | Ванін Володимир Вікторович         | 14 березня 1974   | Україна  | 23       | 5        |
|              | Коляда Ігор Васильович             | 7 листопада 1964  | Україна  | 3        | 0        |
|              | Липський Олег Леонідович           | 1 січня 1975      | Україна  | 21       | 4        |
|              | Петрик Олександр Геннадійович      | 25 січня 1963     | Україна  | 7        | 2        |
|              | Поцхверія Михайло Іванович         | 12 серпня 1975    | Грузія   | 8        | 9        |
|              | Саприкін Євген Олександрович       | 18 квітня 1970    | Україна  | 12       | 2        |
|              | Севідов Олександр Володимирович    | 18 липня 1969     | Україна  | 7        | 1        |

## «Нива» (Вінниця)
Головні тренери: Олександр Бобаріко (22 матчі), Юрій Коваль (2 матчі), Сергій Морозов (10 матчів)
| №            | Футболіст                           | Дата народження   | Країна   | Ігри     | Голи     |
| Воротарі     | Воротарі                            | Воротарі          | Воротарі | Воротарі | Воротарі |
| ------------ | ----------------------------------- | ----------------- | -------- | -------- | -------- |
|              | Жилкін Геннадій Володимирович       | 3 серпня 1969     | Україна  | 14       | 30п      |
|              | Луценко Тарас Володимирович         | 1 лютого 1974     | Україна  | 3        | 2п       |
|              | Циткін Володимир Борисович          | 1 серпня 1966     | Україна  | 10       | 8п       |
|              | Шуховцев Ігор Вікторович            | 13 липня 1971     | Україна  | 6        | 11п      |
| Захисники    |                                     |                   |          |          |          |
|              | Булигін-Шрамко Сергій Віталійович   | 4 жовтня 1974     | Україна  | 8        | 0        |
|              | Гайдаржи Леонід Васильович          | 20 травня 1959    | Україна  | 32       | 6        |
|              | Євсєєв Василь Аркадійович           | 30 серпня 1962    | Україна  | 3        | 0        |
|              | Заяць Ярослав Миколайович           | 8 грудня 1960     | Україна  | 9        | 0        |
|              | Зуєнко Микола Миколайович           | 11 жовтня 1972    | Україна  | 33       | 4        |
|              | Лелюк Дмитро Валерійович            | 8 січня 1974      | Україна  | 1        | 0        |
|              | Нефедов Олександр Миколайович       | 28 грудня 1966    | Україна  | 3        | 0        |
|              | Сапронов Сергій Валентинович        | 21 жовтня 1961    | Україна  | 19       | 0        |
|              | Семчук Дмитро Анатолійович          | 23 січня 1974     | Україна  | 4        | 0        |
|              | Сосенко Костянтин Федорович         | 26 вересня 1969   | Україна  | 9        | 0        |
|              | Тарасенко Віталій Іванович          | 29 липня 1961     | Україна  | 27       | 0        |
|              | Шевченко Микола Миколайович         | 24 вересня 1967   | Україна  | 8        | 0        |
|              | Шикир Олег Анатолійович             | 20 серпня 1971    | Україна  | 3        | 0        |
| Півзахисники |                                     |                   |          |          |          |
|              | Бровченко Віктор Валерійович        | 11 жовтня 1979    | Україна  | 22       | 0        |
|              | Гора Вячеслав Володимирович         | 20 лютого 1974    | Україна  | 11       | 1        |
|              | Зав'ялов Андрій Олександрович       | 2 січня 1971      | Україна  | 5        | 1        |
|              | Заярний Володимир Анатолійович      | 25 листопада 1970 | Україна  | 15       | 3        |
|              | Караянов Віталій Анатолійович       | 10 жовтня 1977    | Україна  | 3        | 0        |
|              | Лактіонов Олександр Юрійович        | 2 квітня 1971     | Україна  | 14       | 2        |
|              | Механошин Олександр Михайлович      | 14 липня 1971     | Україна  | 13       | 0        |
|              | Миколаєнко Юрій Петрович            | 28 вересня 1965   | Україна  | 15       | 2        |
|              | Никифоров Андрій Вікторович         | 23 січня 1969     | Україна  | 7        | 0        |
|              | Охрімчук Сергій Анатолійович        | 4 листопада 1973  | Україна  | 1        | 0        |
|              | Пайос Андрій Іванович               | 18 лютого 1969    | Україна  | 1        | 0        |
|              | Гитя Валерій Валерійович            | 5 травня 1975     | Україна  | 7        | 0        |
|              | Рябцев Олексій Васильович           | 30 вересня 1974   | Україна  | 30       | 0        |
|              | Сініцин Андрій Вадимович            | 13 листопада 1972 | Україна  | 1        | 0        |
|              | Солов'єнко Юрій Леонідович          | 20 січня 1971     | Україна  | 14       | 0        |
|              | Федорук Олег Євгенійович            | 27 жовтня 1977    | Україна  | 1        | 0        |
|              | Цихмейструк Едуард Миколайович      | 24 червня 1973    | Україна  | 5        | 1        |
| Нападники    |                                     |                   |          |          |          |
|              | Бабійчук Сергій Олександрович       | 2 лютого 1973     | Україна  | 8        | 0        |
|              | Бессараб Олександр Миколайович      | 13 вересня 1978   | Україна  | 2        | 0        |
|              | Білак Іван Іванович                 | 19 червня 1975    | Україна  | 2        | 0        |
|              | Борисюк Андрій Віталійович          | 27 вересня 1975   | Україна  | 9        | 1        |
|              | Бурхан Євген Юрійович               | 27 травня 1971    | Україна  | 13       | 0        |
|              | Голоколосов Олександр Олександрович | 28 січня 1976     | Україна  | 9        | 3        |
|              | Корєнєв Дмитро Віталійович          | 7 жовтня 1970     | Україна  | 5        | 1        |
|              | Нагорняк Сергій Миколайович         | 5 вересня 1971    | Україна  | 15       | 7        |
|              | Немешкало Владислав Григорович      | 3 квітня 1970     | Україна  | 10       | 4        |
|              | Овчаренко Юрій Миколайович          | 25 квітня 1968    | Україна  | 3        | 0        |
|              | Паршин Павло Анатолійович           | 5 серпня 1975     | Україна  | 12       | 0        |
|              | Шубін Сергій Анатолійович           | 22 лютого 1967    | Україна  | 20       | 2        |

## «Нива» (Тернопіль)
Головні тренери: Валерій Душков (11 матчів), Ігор Яворський (23 матчі)
| №            | Футболіст                       | Дата народження   | Країна   | Ігри     | Голи     |
| Воротарі     | Воротарі                        | Воротарі          | Воротарі | Воротарі | Воротарі |
| ------------ | ------------------------------- | ----------------- | -------- | -------- | -------- |
|              | Кураєв Андрій Вадимович         | 19 грудня 1972    | Україна  | 28       | 31п      |
|              | Нікітенко Юрій Миколайович      | 28 березня 1974   | Україна  | 4        | 7п       |
|              | Прохоров Юрій Іванович          | 20 січня 1959     | Україна  | 3        | 6п       |
| Захисники    |                                 |                   |          |          |          |
|              | Балацький Анатолій Васильович   | 15 червня 1972    | Україна  | 1        | 0        |
|              | Василитчук Андрій Миколайович   | 13 липня 1965     | Україна  | 11       | 0        |
|              | Грегуль Валентин Миколайович    | 9 грудня 1973     | Україна  | 29       | 1        |
|              | Зеленюк Ігор Михайлович         | 15 жовтня 1972    | Україна  | 2        | 0        |
|              | Король Ігор Євгенович           | 26 серпня 1971    | Україна  | 23       | 1        |
|              | Кочвар Сергій Володимирович     | 20 вересня 1968   | Україна  | 14       | 1        |
|              | Притула Андрій Архипович        | 28 травня 1969    | Україна  | 1        | 0        |
|              | Сурело Сергій Григорович        | 30 січня 1971     | Україна  | 3        | 0        |
|              | Сухарев Сергій Віталійович      | 24 серпня 1962    | Україна  | 31       | 0        |
|              | Сушка Ігор Володимирович        | 4 вересня 1969    | Україна  | 32       | 0        |
| Півзахисники |                                 |                   |          |          |          |
|              | Беззубко Євген Миколайович      | 25 грудня 1975    | Україна  | 9        | 0        |
|              | Біскуп Ігор Іванович            | 11 серпня 1960    | Україна  | 32       | 2        |
|              | Дем'янчук Михайло Михайлович    | 15 листопада 1971 | Україна  | 34       | 7        |
|              | Николайчук Матвій Михайлович    | 9 серпня 1974     | Україна  | 23       | 2        |
|              | Пархоменко Андрій Вікторович    | 27 грудня 1971    | Україна  | 13       | 1        |
|              | Рудницький Віталій Павлович     | 4 грудня 1964     | Україна  | 29       | 6        |
|              | Садовий Сергій Васильович       | 18 лютого 1969    | Україна  | 1        | 0        |
|              | Тутиченко Дмитро Павлович       | 5 березня 1970    | Україна  | 30       | 2        |
|              | Хромей Віталій Михайлович       | 23 листопада 1966 | Україна  | 7        | 0        |
| Нападники    |                                 |                   |          |          |          |
|              | Демидяк Василь Ярославович      | 22 січня 1978     | Україна  | 9        | 1        |
|              | Лобас Володимир Демидович       | 6 березня 1970    | Україна  | 30       | 2        |
|              | Прохоренков Олексій Олексійович | 21 жовтня 1971    | Україна  | 25       | 6        |
|              | Таранов Владислав Вікторович    | 22 вересня 1972   | Україна  | 1        | 0        |
|              | Яворський Ігор Петрович         | 9 червня 1959     | Україна  | 13       | 7        |
|              | Ярков Сергій Іванович           | 2 травня 1970     | Україна  | 5        | 0        |
|              | Ящук Олег Ростиславович         | 26 жовтня 1977    | Україна  | 15       | 0        |

## «Прикарпаття» (Івано-Франківськ)
Головний тренер: Ігор Юрченко
| №            | Футболіст                              | Дата народження   | Країна   | Ігри     | Голи     |
| Воротарі     | Воротарі                               | Воротарі          | Воротарі | Воротарі | Воротарі |
| ------------ | -------------------------------------- | ----------------- | -------- | -------- | -------- |
|              | Колесников Ігор Анатолійович           | 23 червня 1970    | Україна  | 2        | 8п       |
|              | Крапивкін Ігор Євгенійович             | 14 травня 1966    | Україна  | 12       | 18п      |
|              | Рипан Олег Павлович                    | 28 липня 1972     | Україна  | 22       | 26п      |
| Захисники    |                                        |                   |          |          |          |
|              | Ватаманюк Ярослав Петрович             | 25 травня 1963    | Україна  | 30       | 0        |
|              | Мазур Дмитро Анатолійович              | 17 березня 1967   | Україна  | 30       | 2        |
|              | Русановський Роман Євгенович           | 8 жовтня 1972     | Україна  | 30       | 0        |
|              | Салій Володимир Богданович             | 17 липня 1973     | Україна  | 14       | 0        |
|              | Старостяк Михайло Володимирович        | 13 жовтня 1973    | Україна  | 32       | 0        |
| Півзахисники |                                        |                   |          |          |          |
|              | Головатий Володимир Мирославович       | 2 листопада 1968  | Україна  | 13       | 1        |
|              | Гусак Богдан Ярославович               | 4 травня 1972     | Україна  | 8        | 0        |
|              | Євглевський Сергій Юрійович            | 3 червня 1969     | Україна  | 15       | 0        |
|              | Ковалюк Володимир Васильович           | 3 березня 1972    | Україна  | 30       | 4        |
|              | Ковальчук Тарас Степанович             | 21 лютого 1973    | Україна  | 17       | 2        |
|              | Магерович Сергій Богданович            | 28 серпня 1975    | Україна  | 1        | 0        |
|              | Школьніков Ян Нафтулович               | 14 лютого 1970    | Україна  | 16       | 2        |
|              | Юрченко Ігор Миколайович               | 5 вересня 1960    | Україна  | 28       | 8        |
|              | Юрченко Микола Миколайович (футболіст) | 31 березня 1966   | Україна  | 12       | 2        |
| Нападники    |                                        |                   |          |          |          |
|              | Василів Зіновій Васильович             | 3 червня 1973     | Україна  | 1        | 0        |
|              | Григорчук Роман Йосипович              | 22 березня 1965   | Україна  | 7        | 1        |
|              | Ірічук Павло Васильович                | 1 лютого 1970     | Україна  | 31       | 7        |
|              | Микуляк Олександр Васильович           | 29 грудня 1976    | Україна  | 8        | 1        |
|              | Редушко Анатолій Ярославович           | 9 січня 1970      | Україна  | 20       | 1        |
|              | Русак Петро Романович                  | 20 листопада 1970 | Україна  | 20       | 6        |
|              | Турянський Сергій Миронович            | 25 травня 1962    | Україна  | 16       | 2        |
|              | Фасахов Тагір Рівкатович               | 16 січня 1964     | Україна  | 24       | 0        |

## СК «Миколаїв»
Головні тренери: Валерій Журавко (9 матчів), Леонід Колтун (1 матч), Євген Кучеревський (24 матчі)
| №            | Футболіст                         | Дата народження | Країна   | Ігри     | Голи     |
| Воротарі     | Воротарі                          | Воротарі        | Воротарі | Воротарі | Воротарі |
| ------------ | --------------------------------- | --------------- | -------- | -------- | -------- |
|              | Дудка Валерій Олександрович       | 1 жовтня 1964   | Україна  | 9        | 10п      |
|              | Коваленко Олександр Анатолійович  | 5 вересня 1971  | Україна  | 4        | 6п       |
|              | Собещаков Сергій Михайлович       | 3 березня 1972  | Україна  | 22       | 43п      |
| Захисники    |                                   |                 |          |          |          |
|              | Алексаненков Андрій Миколайович   | 27 березня 1969 | Україна  | 18       | 1        |
|              | Берегуля Андрій Володимирович     | 3 лютого 1977   | Україна  | 1        | 0        |
|              | Бугай Сергій Іванович             | 29 вересня 1972 | Україна  | 32       | 3        |
|              | Бурименко Сергій Леонідович       | 2 серпня 1970   | Україна  | 13       | 0        |
|              | Буц Петро Миколайович             | 2 липня 1966    | Україна  | 4        | 0        |
|              | Волотек Олег Вікторович           | 15 серпня 1967  | Україна  | 2        | 0        |
|              | Ляшенко Олег Володимирович        | 22 серпня 1976  | Україна  | 11       | 0        |
|              | Матросов Олександр Анатолійович   | 15 квітня 1970  | Україна  | 27       | 0        |
|              | Мілюкін Ігор Петрович             | 4 лютого 1967   | Україна  | 4        | 0        |
|              | Ніколаєнко Леонід Миколайович     | 11 травня 1967  | Україна  | 1        | 0        |
|              | Петруня Сергій Олександрович      | 4 квітня 1973   | Україна  | 14       | 0        |
|              | Пучков Сергій Валентинович        | 17 квітня 1962  | Україна  | 16       | 1        |
|              | Сілецький Сергій Валерійович      | 2 травня 1971   | Україна  | 31       | 0        |
|              | Соловйов Сергій Миколайович       | 7 березня 1971  | Україна  | 1        | 0        |
|              | Сорокалєт Олександр Іванович      | 16 квітня 1957  | Україна  | 1        | 0        |
|              | Спіцин Олександр Сергійович       | 22 серпня 1963  | Україна  | 7        | 0        |
|              | Сумцов Олег Володимирович         | 18 серпня 1974  | Україна  | 2        | 0        |
|              | Цимбал Сергій Юрійович            | 20 червня 1963  | Україна  | 5        | 0        |
| Півзахисники |                                   |                 |          |          |          |
|              | Брунджадзе Ніязі Ізетович         | 15 квітня 1964  | Грузія   | 17       | 1        |
|              | Високос Валерій Леонтійович       | 13 грудня 1970  | Україна  | 15       | 0        |
|              | Єсипов Олександр Геннадійович     | 14 вересня 1965 | Україна  | 1        | 0        |
|              | Журавленко Олександр Анатолійович | 18 березня 1965 | Україна  | 7        | 0        |
|              | Запишний Андрій Васильович        | 8 квітня 1972   | Україна  | 5        | 0        |
|              | Козак Ярослав Миколайович         | 12 квітня 1967  | Україна  | 3        | 1        |
|              | Кресс Володимир Вікторович        | 3 травня 1970   | Україна  | 1        | 0        |
|              | Куліш Юрій Петрович               | 22 серпня 1963  | Україна  | 16       | 2        |
|              | Лисаковський Андрій Анатолійович  | 4 травня 1975   | Україна  | 3        | 0        |
|              | Никифоров Олександр Валерійович   | 18 жовтня 1967  | Україна  | 9        | 0        |
|              | Петров Юрій Анатолійович          | 18 липня 1974   | Україна  | 2        | 0        |
|              | Пономаренко Володимир Миколайович | 29 жовтня 1972  | Україна  | 30       | 2        |
|              | Смотрич Юрій Іванович             | 5 червня 1962   | Україна  | 11       | 0        |
|              | Сорокін Вадим Євгенович           | 13 лютого 1966  | Україна  | 7        | 2        |
|              | Таран Ігор Петрович               | 23 травня 1971  | Україна  | 1        | 0        |
|              | Чмерук Сергій Андрійович          | 21 лютого 1971  | Україна  | 9        | 0        |
|              | Чуніхін Аркадій Анатолійович      | 5 лютого 1973   | Україна  | 13       | 0        |
|              | Шарабура Сергій Володимирович     | 19 серпня 1975  | Україна  | 3        | 0        |
|              | Шох Антон Рохусович               | 7 січня 1960    | Україна  | 11       | 3        |
| Нападники    |                                   |                 |          |          |          |
|              | Андрейко Роман Іванович           | 16 грудня 1970  | Україна  | 13       | 1        |
|              | Андросов Андрій Анатолійович      | 12 січня 1968   | Україна  | 15       | 5        |
|              | Галстян Овік Саргісович           | 7 вересня 1976  | Україна  | 1        | 0        |
|              | Забранський Руслан Михайлович     | 10 березня 1971 | Україна  | 32       | 11       |
|              | Іванов Олександр Михайлович       | 17 серпня 1973  | Україна  | 1        | 0        |
|              | Костіков Олег Євгенович           | 25 квітня 1969  | Україна  | 4        | 0        |

## «Таврія» (Сімферополь)
Головні тренери: Павло Костін (10 матчів), Андрій Черемісін (7 матчів), Віталій Шаличев (8 матчів), Рувим Аронов (1 матч), Валерій Шведюк (1 матч), Анатолій Заяєв (7 матчів)
| №            | Футболіст                          | Дата народження   | Країна   | Ігри     | Голи     |
| Воротарі     | Воротарі                           | Воротарі          | Воротарі | Воротарі | Воротарі |
| ------------ | ---------------------------------- | ----------------- | -------- | -------- | -------- |
|              | Жилкін Геннадій Володимирович      | 3 серпня 1969     | Україна  | 6        | 7п       |
|              | Левицький Максим Анатолійович      | 26 листопада 1972 | Україна  | 29       | 27п      |
|              | Ткачов Борис Сергійович            | 24 грудня 1966    | Україна  | 3        | 3п       |
| Захисники    |                                    |                   |          |          |          |
|              | Волков Ігор Миколайович            | 13 березня 1965   | Україна  | 31       | 4        |
|              | Гетіков Юрій Олексійович           | 19 червня 1971    | Україна  | 7        | 0        |
|              | Головко Олександр Борисович        | 6 січня 1972      | Україна  | 31       | 2        |
|              | Дем'яненко Дмитро Володимирович    | 11 червня 1969    | Україна  | 21       | 0        |
|              | Кузнецов Олексій Миколайович       | 23 лютого 1976    | Україна  | 2        | 0        |
|              | Назаров Дмитро Аркадійович         | 3 серпня 1977     | Україна  | 3        | 0        |
|              | Пятенко Володимир Миколайович      | 9 вересня 1974    | Україна  | 26       | 1        |
|              | Скрипка Володимир Едуардович       | 15 листопада 1974 | Україна  | 2        | 0        |
|              | Смігунов Віктор Іванович           | 28 січня 1962     | Україна  | 16       | 0        |
|              | Соколенко Андрій Євгенович         | 8 червня 1978     | Україна  | 1        | 0        |
| Півзахисники |                                    |                   |          |          |          |
|              | Бурдін Олександр Васильович        | 26 серпня 1975    | Україна  | 1        | 0        |
|              | Грищенко Олексій Володимирович     | 7 березня 1978    | Україна  | 1        | 0        |
|              | Дзюбенко Геннадій Ігорович         | 21 вересня 1970   | Україна  | 6        | 0        |
|              | Єсін Сергій Олександрович          | 2 квітня 1975     | Україна  | 32       | 1        |
|              | Коврижкін Сергій Євгенович         | 2 липня 1979      | Україна  | 1        | 0        |
|              | Кундєнок Геннадій Миколайович      | 6 жовтня 1976     | Україна  | 8        | 0        |
|              | Кундєнок Олександр Миколайович     | 11 листопада 1973 | Україна  | 29       | 9        |
|              | Митрофанов Олександр Володимирович | 1 листопада 1977  | Україна  | 1        | 0        |
|              | Новіков Владислав Михайлович       | 6 вересня 1971    | Україна  | 19       | 1        |
|              | Опарін Андрій Станіславович        | 27 травня 1968    | Україна  | 30       | 3        |
|              | Росляков Андрій Вячеславович       | 25 серпня 1969    | Україна  | 32       | 2        |
|              | Сєріков Євген                      | 1977              | Україна  | 1        | 0        |
|              | Смірнов Денис Анатолійович         | 18 червня 1975    | Україна  | 0        | 0        |
|              | Смірнов Андрій Вікторович          | 29 жовтня 1977    | Україна  | 1        | 0        |
| Нападники    |                                    |                   |          |          |          |
|              | Антюхін Олексій Володимирович      | 25 листопада 1971 | Україна  | 33       | 18       |
|              | Гайдаш Олександр Миколайович       | 7 серпня 1967     | Україна  | 29       | 17       |
|              | Костіков Олег Євгенович            | 25 квітня 1969    | Україна  | 1        | 0        |
|              | Мартинов Володимир Володимирович   | 6 квітня 1976     | Україна  | 6        | 0        |
|              | Махонін Віталій Володимирович      | 18 грудня 1975    | Україна  | 16       | 1        |
|              | Устименко Максим Вікторович        | 18 червня 1974    | Україна  | 9        | 0        |
|              | Фурсов Володимир Володимирович     | 3 січня 1970      | Україна  | 11       | 2        |
|              | Шеметєв Олександр Васильович       | 13 жовтня 1971    | Україна  | 5        | 0        |

## «Темп» (Шепетівка)
Головні тренери: Леонід Ткаченко (16 матчів), Станіслав Берников (8 матчів), Реваз Дзодзуашвілі (10 матчів)
| №            | Футболіст                        | Дата народження   | Країна   | Ігри     | Голи     |
| Воротарі     | Воротарі                         | Воротарі          | Воротарі | Воротарі | Воротарі |
| ------------ | -------------------------------- | ----------------- | -------- | -------- | -------- |
|              | Бабуадзе Георгій Аміранович      | 22 грудня 1970    | Грузія   | 11       | 13п      |
|              | Глущенко Анатолій Олександрович  | 29 квітня 1973    | Україна  | 1        | 0п       |
|              | Колесов Олег Анатолійович        | 15 лютого 1969    | Україна  | 24       | 28п      |
| Захисники    |                                  |                   |          |          |          |
|              | Гетіков Юрій Олексійович         | 19 червня 1971    | Україна  | 7        | 0        |
|              | Гомонов Сергій Анатолійович      | 29 червня 1961    | Україна  | 16       | 2        |
|              | Деревінський Олег Михайлович     | 17 липня 1966     | Україна  | 11       | 0        |
|              | Ісаєв Олександр Вікторович       | 8 вересня 1964    | Україна  | 7        | 0        |
|              | Кальян Сергій Миколайович        | 24 травня 1973    | Україна  | 27       | 2        |
|              | Колоколов Руслан Миколайович     | 11 березня 1966   | Україна  | 8        | 0        |
|              | Марцун Олександр Миколайович     | 15 серпня 1972    | Україна  | 17       | 0        |
|              | Причиненко Володимир Олексійович | 2 квітня 1960     | Україна  | 4        | 0        |
|              | Ролевич Олександр Георгійович    | 16 березня 1965   | Україна  | 8        | 0        |
|              | Тімощук Ігор Іванович            | 2 січня 1966      | Україна  | 30       | 0        |
|              | Турчиненко Микола Іванович       | 23 квітня 1961    | Україна  | 9        | 0        |
|              | Чіхрадзе Георгій Олександрович   | 1 жовтня 1967     | Грузія   | 26       | 1        |
| Півзахисники |                                  |                   |          |          |          |
|              | Аладашвілі Кахабер Ясонович      | 31 грудня 1975    | Грузія   | 8        | 0        |
|              | Габіскірія Юрій Важикович        | 1 вересня 1968    | Грузія   | 23       | 4        |
|              | Гамцемлідзе Паата                | 6 січня 1974      | Грузія   | 3        | 0        |
|              | Головань Валерій Миколайович     | 27 жовтня 1970    | Україна  | 1        | 0        |
|              | Капанадзе Автанділ Давидович     | 1 грудня 1962     | Грузія   | 26       | 3        |
|              | Капанадзе Таріел Давидович       | 1 грудня 1962     | Грузія   | 32       | 9        |
|              | Кузнєцов Микола Миколайович      | 30 серпня 1963    | Україна  | 6        | 0        |
|              | Матвійчук Сергій Віталійович     | 11 квітня 1967    | Україна  | 3        | 0        |
|              | Меньшиков Андрій Миколайович     | 11 березня 1974   | Україна  | 2        | 0        |
|              | Никончук Валентин Іванович       | 9 лютого 1972     | Україна  | 6        | 0        |
|              | Пертія Ромаз Ревазович           | 23 грудня 1974    | Грузія   | 4        | 0        |
|              | Рехвіашвілі Александр Роландович | 3 серпня 1974     | Грузія   | 6        | 0        |
|              | Русія Мамука                     | 27 листопада 1974 | Грузія   | 9        | 0        |
|              | Тевзадзе Мераб                   | 4 жовтня 1964     | Грузія   | 5        | 0        |
|              | Травін Дмитро Олегович           | 28 грудня 1970    | Україна  | 24       | 1        |
|              | Якубовський Ігор Кузьмич         | 29 січня 1960     | Україна  | 14       | 0        |
|              | Яловський Віктор Михайлович      | 1 серпня 1965     | Україна  | 1        | 0        |
|              | Ящук Олег Петрович               | 25 лютого 1973    | Україна  | 3        | 0        |
| Нападники    |                                  |                   |          |          |          |
|              | Барановський Сергій Вікторович   | 10 серпня 1974    | Україна  | 14       | 4        |
|              | Горбенко Юрій Володимирович      | 1 квітня 1962     | Україна  | 2        | 0        |
|              | Джугелі Іван Рамазович           | 14 квітня 1969    | Грузія   | 16       | 2        |
|              | Єсипов Олександр Геннадійович    | 14 вересня 1965   | Україна  | 12       | 0        |
|              | Єфімов Андрій Олександрович      | 18 серпня 1976    | Україна  | 2        | 0        |
|              | Заруцький Олег Валентинович      | 16 січня 1973     | Україна  | 22       | 2        |
|              | Малімон Іван Іванович            | 24 липня 1978     | Україна  | 5        | 0        |
|              | Чаладзе Дато Амарович            | 22 січня 1976     | Грузія   | 7        | 1        |

## «Торпедо» (Запоріжжя)
Головний тренер: Ігор Надєїн
| №            | Футболіст                      | Дата народження   | Країна   | Ігри     | Голи     |
| Воротарі     | Воротарі                       | Воротарі          | Воротарі | Воротарі | Воротарі |
| ------------ | ------------------------------ | ----------------- | -------- | -------- | -------- |
|              | Глущенко Андрій Олександрович  | 18 березня 1974   | Україна  | 7        | 6п       |
|              | Ногін Олександр Васильович     | 10 грудня 1970    | Україна  | 23       | 30п      |
|              | Сивуха Юрій Петрович           | 13 січня 1958     | Україна  | 6        | 13п      |
| Захисники    |                                |                   |          |          |          |
|              | Аваков Арсен Георгійович       | 28 травня 1971    | Україна  | 33       | 21       |
|              | Бондаренко Юрій Володимирович  | 14 січня 1972     | Україна  | 30       | 4        |
|              | Волков Олександр Миколайович   | 10 лютого 1961    | Україна  | 28       | 0        |
|              | Мартюк Олександр Леонідович    | 24 липня 1972     | Україна  | 5        | 2        |
|              | Романов Юрій Володимирович     | 5 листопада 1963  | Україна  | 32       | 0        |
|              | Смірнов Денис Анатолійович     | 18 червня 1975    | Україна  | 17       | 2        |
|              | Соботюк Сергій Анатолійович    | 12 листопада 1963 | Україна  | 9        | 0        |
|              | Черкун Ігор Валентинович       | 17 лютого 1965    | Україна  | 18       | 0        |
|              | Шубін Олексій Вікторович       | 5 квітня 1975     | Україна  | 1        | 0        |
| Півзахисники |                                |                   |          |          |          |
|              | Боровський Сергій Миколайович  | 26 листопада 1968 | Україна  | 11       | 0        |
|              | Бурхан Кирило Юрійович         | 26 грудня 1976    | Україна  | 14       | 0        |
|              | Вернидуб Юрій Миколайович      | 22 січня 1966     | Україна  | 24       | 0        |
|              | Гузенко Андрій Леонідович      | 19 лютого 1973    | Україна  | 32       | 2        |
|              | Гуральський Олександр Петрович | 12 вересня 1971   | Україна  | 26       | 1        |
|              | Заєв Роман Миколайович         | 1 січня 1969      | Україна  | 2        | 0        |
|              | Марченко Андрій Вікторович     | 4 жовтня 1968     | Україна  | 26       | 0        |
|              | Ралюченко Сергій Петрович      | 13 листопада 1962 | Україна  | 15       | 4        |
|              | Якименко Олексій Володимирович | 22 жовтня 1974    | Україна  | 21       | 1        |
| Нападники    |                                |                   |          |          |          |
|              | Бондаренко Роман Дмитрійович   | 14 серпня 1966    | Україна  | 33       | 8        |
|              | Вєтров Олег Миколайович        | 7 березня 1970    | Україна  | 30       | 2        |
|              | Горобець Дмитро Іванович       | 10 серпня 1974    | Україна  | 13       | 1        |
|              | Заєць Олександр Леонідович     | 23 березня 1962   | Україна  | 1        | 0        |

## «Чорноморець» (Одеса)
Головний тренер: Леонід Буряк
| №            | Футболіст                              | Дата народження | Країна   | Ігри     | Голи     |
| Воротарі     | Воротарі                               | Воротарі        | Воротарі | Воротарі | Воротарі |
| ------------ | -------------------------------------- | --------------- | -------- | -------- | -------- |
|              | Винокуров (Деонас) Вадим Володимирович | 25 липня 1975   | Україна  | 2        | 2п       |
|              | Суслов Олег Анатолійович               | 2 січня 1969    | Україна  | 34       | 27п      |
| Захисники    |                                        |                 |          |          |          |
|              | Букель Юрій Олександрович              | 22 червня 1971  | Україна  | 29       | 0        |
|              | Булигін-Шрамко Сергій Віталійович      | 4 жовтня 1974   | Україна  | 2        | 0        |
|              | Колчін Денис Борисович                 | 13 жовтня 1977  | Україна  | 8        | 0        |
|              | Парфьонов Дмитро Володимирович         | 11 вересня 1974 | Україна  | 33       | 6        |
|              | Сак Юрій Миколайович                   | 3 січня 1967    | Україна  | 23       | 5        |
|              | Скиш Віталій Володимирович             | 23 серпня 1971  | Україна  | 5        | 0        |
|              | Смотрич Юрій Іванович                  | 5 червня 1962   | Україна  | 10       | 0        |
|              | Телесненко Андрій Васильович           | 12 квітня 1966  | Україна  | 28       | 1        |
|              | Тернавський Владислав Михайлович       | 2 травня 1969   | Росія    | 16       | 1        |
|              | Чередник Олексій Валентинович          | 15 вересня 1960 | Україна  | 3        | 0        |
| Півзахисники |                                        |                 |          |          |          |
|              | Богатир Віктор Миколайович             | 11 травня 1969  | Україна  | 3        | 0        |
|              | Гашкін Андрій Олександрович            | 6 грудня 1970   | Росія    | 20       | 5        |
|              | Горшков Олександр Вікторович           | 8 лютого 1970   | Україна  | 18       | 0        |
|              | Єремеєв Вячеслав Миколайович           | 29 березня 1970 | Україна  | 7        | 0        |
|              | Жабченко Ігор Валентинович             | 1 липня 1968    | Україна  | 32       | 7        |
|              | Зотов Олександр Сергійович             | 23 лютого 1975  | Україна  | 8        | 3        |
|              | Зубков Владислав Вікторович            | 8 квітня 1971   | Україна  | 4        | 0        |
|              | Кардаш Василь Ярославович              | 14 січня 1973   | Україна  | 13       | 2        |
|              | Колесніченко Віталій Віталійович       | 10 червня 1973  | Україна  | 21       | 2        |
|              | Корнієць Ігор Васильович               | 14 липня 1967   | Україна  | 16       | 1        |
|              | Кулик Костянтин Анатолійович           | 14 червня 1970  | Україна  | 5        | 2        |
|              | Мусолітін Володимир Миколайович        | 11 березня 1973 | Україна  | 19       | 3        |
|              | Никифоров Олександр Валерійович        | 18 жовтня 1967  | Україна  | 9        | 0        |
|              | Романчук Руслан Володимирович          | 12 жовтня 1974  | Україна  | 12       | 2        |
|              | Селезньов Юрій Олександрович           | 18 грудня 1975  | Україна  | 13       | 2        |
|              | Співак Олександр Сергійович            | 6 січня 1975    | Україна  | 19       | 0        |
|              | Яблонський Віктор Вікторович           | 6 січня 1970    | Україна  | 5        | 1        |
| Нападники    |                                        |                 |          |          |          |
|              | Гусейнов Тімєрлан Рустамович           | 24 січня 1968   | Україна  | 29       | 12       |
|              | Мочуляк Олег Леонідович                | 27 вересня 1974 | Україна  | 8        | 2        |
|              | Парахневич Віталій Валерійович         | 4 травня 1969   | Україна  | 13       | 4        |

## «Шахтар» (Донецьк)
Головні тренери: Валерій Яремченко (17 матчів), Володимир Сальков (17 матчів)
| №            | Футболіст                           | Дата народження   | Країна   | Ігри     | Голи     |
| Воротарі     | Воротарі                            | Воротарі          | Воротарі | Воротарі | Воротарі |
| ------------ | ----------------------------------- | ----------------- | -------- | -------- | -------- |
|              | Гаврилов Володимир Миколайович      | 16 липня 1960     | Україна  | 2        | 0п       |
|              | Шутков Дмитро Анатолійович          | 3 квітня 1972     | Україна  | 33       | 29п      |
| Захисники    |                                     |                   |          |          |          |
|              | Бабій Олександр Миколайович         | 9 липня 1968      | Україна  | 29       | 2        |
|              | Коваль Олександр Миколайович        | 3 травня 1974     | Україна  | 26       | 1        |
|              | Мартюк Олександр Леонідович         | 24 липня 1972     | Україна  | 7        | 0        |
|              | Попов Сергій Олександрович          | 22 квітня 1971    | Україна  | 11       | 1        |
|              | Смігунов Віктор Іванович            | 28 січня 1962     | Україна  | 13       | 0        |
| Півзахисники |                                     |                   |          |          |          |
|              | Ателькін Сергій Валерійович         | 8 січня 1972      | Україна  | 19       | 6        |
|              | Бєліченко Юрій Олександрович        | 13 грудня 1964    | Україна  | 13       | 0        |
|              | Гопей Олег Олексійович              | 3 листопада 1970  | Україна  | 3        | 0        |
|              | Зубов Геннадій Олександрович        | 12 вересня 1977   | Україна  | 7        | 1        |
|              | Ковальов Сергій Миколайович         | 22 листопада 1971 | Україна  | 16       | 0        |
|              | Купцов Андрій Сергійович            | 23 січня 1971     | Україна  | 1        | 0        |
|              | Леонов Ігор Іванович                | 14 вересня 1967   | Україна  | 29       | 0        |
|              | Матвєєв Олег Юрійович               | 18 серпня 1970    | Україна  | 24       | 3        |
|              | Онопко Сергій Савелійович           | 26 жовтня 1973    | Україна  | 28       | 3        |
|              | Орбу Геннадій Григорович            | 23 липня 1970     | Україна  | 30       | 3        |
|              | Петров Ігор Григорович              | 30 січня 1964     | Україна  | 28       | 14       |
|              | Столовицький Ігор Михайлович        | 29 серпня 1969    | Україна  | 13       | 0        |
|              | Ященко Сергій Володимирович         | 28 червня 1959    | Україна  | 32       | 1        |
| Нападники    |                                     |                   |          |          |          |
|              | Воскобойник Олександр Володимирович | 26 січня 1976     | Україна  | 28       | 4        |
|              | Грачов Віктор Олександрович         | 17 вересня 1956   | Україна  | 6        | 0        |
|              | Дранов Сергій Геннадійович          | 1 вересня 1977    | Україна  | 4        | 1        |
|              | Кривенцов Валерій Сергійович        | 31 липня 1973     | Україна  | 28       | 7        |
|              | Осташов Олександр Сергійович        | 3 червня 1970     | Україна  | 9        | 0        |
|              | Погодін Сергій Анатолійович         | 29 квітня 1968    | Україна  | 16       | 3        |
|              | Шищенко Сергій Юрійович             | 13 січня 1976     | Україна  | 9        | 1        |